# Temnochila gemella
Temnochila gemella là một loài bọ cánh cứng trong họ Trogossitidae. Loài này được Bedel miêu tả khoa học năm 1900.